# タカモリ・トモコ
タカモリ・トモコ（Tomoko Takamori、1964年 - ）は、日本のあみぐるみ作家。
雑誌「POPEYE」、「セブンティーン」等にてイラストレーターとして活躍。その後1993年春に開催された「テディベアフェア」参加を機に、あみぐるみ作家として本格的にデビュー。「カドリーブラウン」「ラブラドールリトリバー」等のショップにて作品を発表。NHK教育テレビジョンの女性向け講座番組「おしゃれ工房」などに出演。1998年頃からのあみぐるみブームの火付け役となった。

## 評価
作品の独創性、かわいらしさから、個展には全国からファンが集まる。その色彩と造形に優れるセンスあふれる作品は、ファッション詩にて特集が組まれることも多く、クリエーター等にも固定ファンが多い。「ほぼ日刊イトイ新聞」では、度々特集が組まれている。

### その他
- タカモリ・トモコの作品にはシリアル番号がついている。限定販売されることがあるが、主に抽選であり入手は困難である。オークションでは、10万円以上の価格がつくこともある。
- セツ・モードセミナーに入学したのは、雑誌で長沢節の記事を読んだことがきっかけだった[1]。

### CM
- ルックJTBマスコットキャラクター

## 著書・雑誌掲載
- あみぐるみ絵本 雄鶏社 (1994/10/15) ISBN 978-4277171267
- 高森共子のあみぐるみ 飛鳥新社 (1998/08) ISBN 978-4870313415
- 高森共子の動物あみぐるみ―ミニマスコットから抱きごこちのいいユニークベアまで実物大写真で掲載 日本ヴォーグ社 (1998/09) ISBN 978-4529031400
- 大人気のデザイナー4人が贈るあみぐるみ (プチブティックシリーズ115) ブティック社 (1999/6) ISBN 978-4834761153
- あみぐるみとあみぐる小物 (てづくりたからばこ) フレーベル館 (1999/10) ISBN 978-4577020272
- 高森共子のあんでねあみぐるみ (生活シリーズ) 主婦と生活社 (1999/11) ISBN 978-4391609752
- ひつじちゃんはごきげんななめ (ケイトとバッチのあみぐるみ絵本) ブロンズ新社 (2000/05) ISBN 978-4893092007
- 高森共子のいつでもあみぐるみ (niko!) 日本放送出版協会 (2001/02) ISBN 978-4149273303
- はじめてでも編める!あみぐるみ (きっかけ本) 雄鶏社 (2004/06) ISBN 978-4277490399
- あみねこのいる生活 主婦と生活社 (2005/01) ISBN 978-4391130126
- あみぐるみの本 日本ヴォーグ社 (2005/10) ISBN 978-4529041713
- タカモリ・トモコのあんでねあみぐるみ 主婦と生活社 (2006/01) ISBN 978-4391131659
- メイド・イン・私のある生活 ピエ・ブックス (2006/1/18) ISBN 978-4894445031
- あみぐるみの本 (レディブティックシリーズ) ブティック社 (2006/10/19) ISBN 978-4834724875
- 福日福猫 幻冬舎 (2008/09) ISBN 978-4344015548
- ペネロペのあみぐるみ 岩崎書店 (2009/5/1) ISBN 978-4265801817
- あみぐるみの森 (ハンドメイドシリーズ) 学習研究社 (2011/2/2) ISBN 978-4054048201